# متكاورة جنوبية
متكاورة جنوبية (الاسم العلمي:Sphaerophorus australis) هي نوع من الفطريات تتبع جنس المتكاورة من فصيلة المتكاورات.